# Cortinicara gibbosa
Cortinicara gibbosa är en skalbaggsart som först beskrevs av Herbst 1793.  Cortinicara gibbosa ingår i släktet Cortinicara, och familjen mögelbaggar. Arten är reproducerande i Sverige.

## Bildgalleri

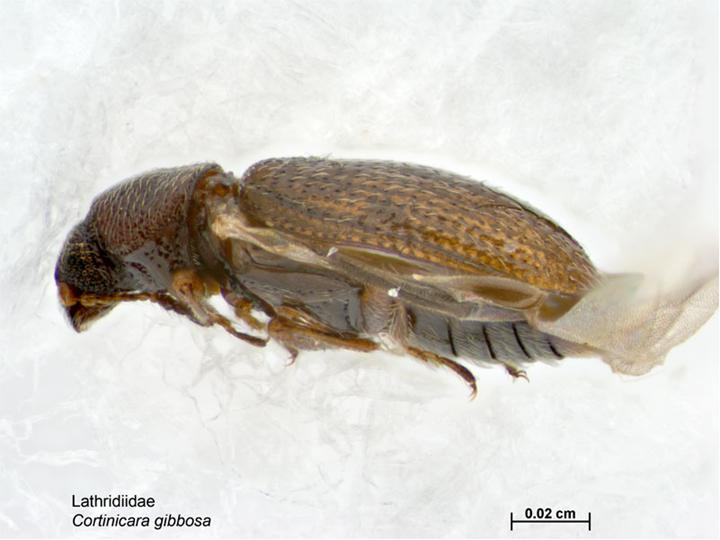